# Тулубьев, Всеволод Степанович
Всеволод Степанович Тулубьев (?—1843) — генерал-лейтенант флота, герой русско-турецкой войны, капитан над Николаевским портом.

## Биография
Образование получил в Морском кадетском корпусе, из которого в 1788 году выпущен гардемарином в Балтийский флот. В том же году принял участие в войне со шведами и за отличие в Гогландском сражении был в начале следующего года произведён в мичманы.
Переведённый в 1789 году в Черноморский флот, Тулубьев в 1790 году плавал с гребной флотилией к Дунаю и был в сражениях с турками при взятии Тулчи, Исакчи и Измаила, причём в последнем деле ему оторвало правую ногу. По излечении Тулубьев вернулся к действующей армии и продолжил службу в Черноморском флоте. В 1791 году он находился на Дунае, в Галаце.
Произведённый по окончании войны в капитаны 2-го ранга Тулубьев в 1793 году командовал отрядом судов гребной флотилии. В 1796 и 1797 годах исправлял должность советника интендантской экспедиции при тюремном правлении. После этого начальствовал авангардом судов гребного флота на Николаевском рейде и затем был назначен помощником капитана над Николаевским портом; с 1802 по 1807 год состоял капитаном над этим портом.
Назначенный в 1808 году казначеем в Черноморскую казначейскую экспедицию, Тулубьев в 1811 году был произведён в капитаны 1-го ранга и утверждён управляющим Черноморской казначейской экспедицией. Некоторое время спустя он поступил в обер-интенданты исполнительной экспедиции, а в 1826 году назначен начальником Черноморской гребной бригады. В следующем году он получил чин генерал-майора с назначением инспектором ластовых экипажей Черноморского флота. В 1834 году определён в члены общего присутствия Черноморского интендантства и в 1835 году произведён в генерал-лейтенанты флота. С 1836 года Тулубьев был председателем Николаевской городской комиссии.
3 декабря 1842 года он был награждён орденом св. Георгия 4-й степени (№ 6680 по кавалерскому списку Григоровича — Степанова).
Скончался 15 июля 1843 года в Николаеве.

## Семья
Отец: Степан Васильевич Тулубьев (1741—1798), поручик, помещик Осташковского уезда Тверской губернии, сын прапорщика Василия Михайловича Тулубьева и Евдокии Никитичны N.
Мать: Мавра Васильевна Мистрова (1743—1795), дочь Василия Степановича Мистрова
Брат: Иринарх Степанович (1770—1822), в чине капитана 1-го ранга с отличием участвовал в русско-турецкой войне 1806—1812 годов и был в 1810 году награждён орденом св. Георгия 4-й степени.
В 1821—1824 годах кругосветное плавание совершил шлюп «Аполлон» под командованием Иринарха Степановича Тулубьева, а после его смерти 1 марта 1822 года в Рио-де-Жанейро — Степана Петровича Хрущева.
Другой брат: Арсений Степанович (1786—1853), капитан.
Сын, Александр Всеволодович, мичман, умер от туберкулеза и похоронен на кладбище Форт-Росс (Сан-Франциско) 4.02.1823 г.